# Istituto bergamasco per la storia della Resistenza e dell'età contemporanea
L'Istituto bergamasco per la storia della Resistenza e dell'età contemporanea (noto anche come ISREC Bergamo) è un ente di ricerca storica associato all'Istituto nazionale Ferruccio Parri. Rete degli istituti per la Storia della Resistenza e dell'età contemporanea.
Dal 1970 la sua sede è in Via Torquato Tasso 4 a Bergamo.
L'Istituto è nato nel 1968 con lo scopo di promuovere e favorire lo studio del movimento di Liberazione, nella città e nella provincia di Bergamo, interessandosi a fondo delle cause e delle conseguenze dell'esperienza resistenziale.
Nel corso del tempo il campo di studio e di ricerca dell'Istituto si è allargato a tutto il periodo che può essere definito storia contemporanea. Infatti l'Istituto, fondato con la denominazione Istituto Bergamasco per la Storia del Movimento di Liberazione, nel 1994 ha modificato il suo nome in quello attuale.
L'ISREC svolge attività di ricerca scientifica, di divulgazione storica, pubblica monografie, saggi, guide e cataloghi, nonché la rassegna semestrale Studi e ricerche di storia contemporanea; promuove borse di studio; organizza in proprio o in collaborazione con altri enti cicli di lezioni, corsi d'aggiornamento, seminari, mostre di carattere storico e fornisce assistenza e consulenza per insegnanti e studenti.

## Origini
Il 22 dicembre 1967 a seguito di invito diramato a numerose persone, tutte facenti parte della Resistenza, ha luogo una prima riunione, alla quale partecipa anche il prof. Massimo Legnani di Milano – direttore dell'Istituto nazionale per la storia del movimento di Liberazione in Italia. Alla riunione del 2 febbraio 1968 svoltasi nella sala conferenze del teatro Donizetti di Bergamo, emerge l'orientamento di costituire un organismo autonomo a base associativa, sostenuto dal comune di Bergamo e dall'amministrazione provinciale e l'esigenza di affiliare l'Istituto in fase di costituzione all'INSMLI.
Il 30 marzo 1968 in palazzo Frizzoni viene tenuta la riunione del Consiglio Generale, nel corso della quale viene nominato il primo Consiglio Direttivo, che risulta composto da: Giuseppe Brighenti, Franco Carnazzi, Gian Battista Cortinovis, Enea Fergnani, Mario Invernici, Salvatore Parigi, Ottavio Perico, Roberto Petrolini e Natale Verdina. Nella susseguente riunione del Consiglio Direttivo viene nominato presidente Mario Invernici

## Servizi al pubblico

### Archivio
L'archivio raccoglie innanzitutto l'eredità della Resistenza bergamasca con quanto essa comporta di documenti sulle formazioni partigiane, sulla vita sotto il regime fascista, sull'esercito, sulla guerra e sugli episodi di violenza sui civili. Nel tempo, si sono però anche aggiunte documenti fondamentali per lo studio della questione del lavoro a Bergamo e del suo territorio in età contemporanea, dell'emigrazione, della vita dei partiti dal dopoguerra ai nostri giorni, degli anni Sessanta - Settanta.
Il patrimonio documentario dell'Istituto si fonda, oltre che su una capillare ricerca, su donazioni di molte persone e associazioni che hanno affidato all'Istituto stesso il materiale in loro possesso. Tra questi occorre ricordare Giulio Alonzi, Giovanni Brasi e don Antonio Milesi, l'ANPI, gli archivi Cvl e l'Ufficio Patrioti. Sono inoltre depositati e ordinati gli archivi del PCI, Pda, il manifesto – Pdup di Bergamo, del consiglio di fabbrica della Dalmine, del periodico "La Cittadella", dell'Associazione "Giustizia e Libertà", del Comitato Antifascista bergamasco, dell'Udi e del movimento degli studenti.
All'interno dell'archivio di particolare importanza è il fondo fotografico, che raccoglie oltre 10000 immagini dal primo Novecento agli anni Sessanta-Settanta.
La fonoteca è ricca di oltre 1000 registrazioni di testimonianze dell'antifascismo, della Resistenza, delle due guerre mondiali, del movimento operaio e contadino.

### Biblioteca ed Emeroteca
Specializzata nella storia contemporanea, essa consta di più di 20000 volumi, che si accrescono di anno in anno grazie a una costante politica di acquisto e a importanti donazioni da parte di soci e amici dell'Istituto.
La biblioteca comprende le sezioni fascismo e antifascismo, resistenza, storia dell'Italia repubblicana, storia del movimento operaio, emigrazione e deportazione.
L'Istituto conserva fondi librari di particolare importanza, tra cui è doveroso ricordare almeno le donazioni di Riccardo Bauer, di Mario Pacor, di Arialdo Banfi e di Luigi Cortesi.
Conserva inoltre una cospicua raccolta di tesi di laurea. L'emeroteca ha una notevole dotazione di testate – locali e nazionali – pregresse e oltre 100 abbonamenti in corso a riviste di settore.

## Pubblicazioni

### Studi e ricerche di storia contemporanea
La rivista Studi e ricerche di storia contemporanea è nata nel 1970, a ridosso della fondazione dell'Istituto e quasi come sua filiazione. Il suo sottotitolo, "Rassegna dell'Istituto bergamasco per la storia della Resistenza e dell'età contemporanea" rappresenta l'orgogliosa proposta di leggere nella rivista l'autobiografia dell'Istituto.
L'antifascismo è il punto distintivo della rivista, colto soprattutto nelle sue caratteristiche salienti degli anni Quaranta, con un approfondimento particolare alla transizione dal fascismo alla Repubblica, e quindi alla guerra, alla Resistenza armata, alla definizione della nuova carta costituzionale, alla costruzione della sua memoria.
La rivista, oltre ai saggi, alle schede di lettura, alle note e ai resoconti di mostre e convegni, contiene un Notiziario che ricostruisce la vita e le scelte dell'Istituto. Emerge la direzione di un lavoro di ricerca in cui la dimensione locale incontra quella nazionale per interrogare i temi e le problematiche della storiografia contemporanea.
La rosa dei collaboratori ha potuto vantare anche il contributo di storici importanti, tra i quali Enzo Collotti, Giorgio Rochat, Massimo Legnani, Luigi Ganapini, Mimmo Franzinelli e Nicola Labanca e Santo Peli.
La rivista è diretta dal numero 5 da Angelo Bendotti.

### Il filo di Arianna
L'associazione editoriale Il filo di Arianna è nata a Bergamo nel 1983, affiancando l'attività editoriale dell'ISREC di Bergamo, con lo scopo di offrire uno sbocco agli studi di saggistica storica, focalizzandosi sul segmento della storia contemporanea locale. ‘'Il filo di Arianna'’ si occupa di pubblicazioni di storia locale, dedicando particolare attenzione alle tematiche legate alla Resistenza, al movimento operaio e all'emigrazione.

#### Le Collane
Le pubblicazioni de ‘'Il filo di Arianna'’ sono divise in diverse collane:
- "Collana di storia", la più importante, nella quale emerge un forte interesse verso l'approfondimento delle tematiche resistenziali;
- "Calendario", il cui elemento caratterizzante è il recupero della memoria attraverso i racconti e le memorie dei protagonisti;
- "Quaderni della biblioteca Di Vittorio CGIL Bergamo", realizzati con i materiali delle mostre realizzate in collaborazione con la biblioteca CGIL;
- "Il punto", che offre uno sguardo su Bergamo, affrontando problemi di diversa natura, sia istituzionale che artistica;
- "Dossier", dedicati alla storia della scuola e alla didattica della storia;
- "Segmenti", caratterizzata da opere di agile lettura, degli spunti critici in cui sono proposti degli studi di materiali documentari e visivi;
- "Strumenti", pensata per dare spazio agli studi e alla descrizione di archivi di rilievo dislocati sul territorio;
- "I segni", che ha all'attivo l'importante ricerca di Luciano Galmozzi sulla storia del Premio Bergamo;
- "Gocce", che raccoglie opere di letteratura nelle quali le suggestioni delle esperienze di vita partigiana assumono una veste romanzata.
- "Delbo", dedicata a far conoscere la voce della scrittrice francese Charlotte Delbo.
- "Tracce partigiane", in collaborazione con Sotto Alt(r)a Quota, la collana vuole aprire un dialogo nella ricerca di forme artistiche per raccontare la storia come tessuto di eventi umani.

#### Principali pubblicazioni de Il filo di Arianna
- Angelo Bendotti, Giuliana Bertacchi, Il difficile cammino della giustizia e della liberta : l'esperienza azionista nella Resistenza bergamasca, 1983
- Gabriella Cremaschi, Per il maggior bene del popolo: il Partito popolare a Bergamo, 1919-1926, 1986
- Angelo Bendotti, Giuliana Bertacchi, Mario Pelliccioli, Eugenia Valtulina, Prigionieri in Germania: la memoria degli internati militari, 1990
- Il pane degli altri: emigrati ed immigrati nella provincia di Bergamo dalla fine dell'Ottocento ai giorni nostri, 1995
- Tino Simoncini, Al balcone di una piccola città. Autobiografia di un sindaco (1960-1965), a cura di Carlo Simoncini, 1999
- Lavoro/Lavori. Attività, impiego, mestiere, professione, fatica, impegno. Fotografie di Uliano Lucas, 2000
- Giuliana Bertacchi, Vita di scuola. La scuola a Bergamo dalla fine dell'Ottocento agli anni Cinquanta, 2003
- Sotto altri cieli. Emigranti di ieri e immigrati di oggi a Onore, a cura di Paola Antonini e Giovanna Schiavi, 2004
- Angelo Bendotti e Elisabetta Ruffini, Gli ultimi fuochi : 28 aprile 1945, a Rovetta, 2008
- Andrea Pioselli, La diserzione : i "mongoli" nella Resistenza bergamasca e la strage di Monte di Nese, 2010
- Dario Carta, "Né elemosina, né pietà". Solidarietà e previdenza nella storia dell'Associazione generale di mutuo soccorso di Bergamo. (1860-1890)", 2011
- Montagne e alpinisti a Bergamo. 1873-2013, Catalogo della mostra, a cura di Stefano Morosini, progetto grafico di Dario Carta, 2013
- Une mémoire à mille voix. Charlotte Delbo. Una memoria, mille voci, Catalogo della mostra, a cura di Elisabetta Ruffini, progetto grafico Dario Carta, 2014
- Il ritorno, Catalogo della mostra, a cura di Elisabetta Ruffini e Dario Carta, progetto grafico di Dario Carta, 2015
- Strade. Antifascismo e Resistenza nella toponomastica di Bergamo, a cura di Paolo Rizzi, progetto grafico di Dario Carta, 2015
- Angelo Bendotti, Banditen. Uomini e donne nella Resistenza bergamasca, 2015

## Attività di ricerca e di divulgazione storica

### Borse di studio
Dal 1996, ogni anno l'ISREC Bergamo, con il patrocinio del Comitato antifascista bergamasco, dell'ANPI, della Camera del Lavoro CGIL di Bergamo, per ricordare la figura del partigiano Brach, bandisce una borsa di studio annuale "Giuseppe Brighenti" a tesi di laurea inedite sulla storia del Novecento. Brighenti è stato figura chiave della Resistenza bergamasca. Nel dopoguerra ha ricoperto incarichi istituzionali di rilievo: funzionario della CGIL e del PCI, segretario responsabile della Camera del Lavoro, consigliere e parlamentare per due legislature. Brighenti ha partecipato alle attività dell'Istituto, dapprima come membro del Consiglio direttivo, poi come vicepresidente, contribuendo a renderlo un centro vitale di ricerca scientifica e cultura antifascista. Dal canto suo l'ISREC si è impegnato ad onorarne la memoria intestandogli la borsa di studio ormai giunta alla XIV edizione, che viene assegnata ogni anno a Endine Gaiano, con la collaborazione del comune.  

### Mostre

#### E sulla terra faremo libertà, 1985
In occasione del 40º anniversario della Liberazione, dal 25 aprile al 30 giugno 1985 nel Palazzo della Ragione a Bergamo, è stata organizzata la mostra fotografica e documentaria E sulla terra faremo libertà. Immagini e documenti della Resistenza bergamasca. I visitatori sono stati oltre 30000, 117 scuole hanno effettuato visite guidate con un totale di quasi 4000 studenti.

#### Partigiani, 2006
La mostra fotografica Partigiani, realizzata in collaborazione con la Fondazione Bergamo nella Storia e all'interno delle iniziative promosse dal comune di Bergamo per il 60º anniversario della Liberazione, presso l'ex convento di San Francesco a Bergamo, è stata inaugurata l'8 aprile e si è chiusa il 2 giugno 2005. L'intento della mostra, curata da Mauro Baronchelli, Luciana Bramati e Adriana Bortolotti, è stato quello di raccontare le vicende della lotta di liberazione in bergamasca avvicinandosi a uomini, donne, volti, azioni della Resistenza attraverso le immagini, mettendo in risalto i soggetti piuttosto che le vicende. Brani letterari di scrittori quali Fenoglio, Meneghello, Calvino, Dusi e altri hanno accompagnato le fotografie scelte raccontandone il significato. Walter Giliberto ha curato l'aspetto grafico della mostra. Il percorso espositivo è stato completato da documenti forniti dall'ISREC e dal Museo Storico, il quale ha anche fornito indumenti e armi da fuoco

#### Senza cielo e senza terra, 2008
Aperta al pubblico dal 5 dicembre 2007 al 13 gennaio 2008 nella sala della Porta di Sant'Agostino, la mostra Senza cielo e senza terra. Emigranti bergamaschi tra Ottocento e Novecento ha voluto far riemergere un pezzo della storia locale con l'intento di suscitare riflessioni sul passato e il presente, raccontando l'esperienza dell'emigrante. La mostra ha ospitato gli interventi della professoressa Patrizia Audenino dell'Università di Milano e di Barbara Pezzini, presidente dell'ISREC Bergamo. I curatori della mostra sono stati Luciana Bramati e Dario Carta, l'impianto della mostra è stato curato interamente da Walter Giliberto.

#### Il 'cantiere Blocco 21' ad Auschwitz, 2009
L'ISREC Bergamo, di fronte alle polemiche nate riguardo al futuro del Memoriale italiano ad Auschwitz, ha lanciato, insieme all'Accademia di Brera, un laboratorio di studio e lavoro per riportarlo alla sua originaria bellezza. L'iniziativa ha preso il nome di Cantiere Blocco 21 ed ha portato alla realizzazione di una mostra itinerante con lo stesso nome. Il Cantiere si è trasferito ad Auschwitz dal 1 all'8 settembre 2008 dove ha provveduto alla pulizia del memoriale. La mostra è stata inaugurata nel settembre 2009 e ha toccato Fossoli, Bergamo, Ferrara, Palermo, Firenze. L'ISREC Bg, l'Aned e l'Accademia di Brera hanno inoltre realizzato una guida per i giovani in visita al Memorial, denominato Blocco 21, edito dalla casa editrice Il filo di Arianna. È stato elaborato un progetto di conservazione e integrazione detto progetto Glossa approvato dal congresso dell'Aned e, presentato alle autorità italiane, è stato sostenuto dai sindacati edili di CGIL, CISL e UIL ed è stato realizzato in collaborazione con l'Aned.

#### Luoghi, 2010
Dedicata a Dario Segre, in occasione del 27 gennaio 2010 è stata inaugurata la mostra Luoghi. Quattro campi, la loro storia, la nostra memoria. Curata da Elisabetta Ruffini, l'esposizione è rimasta aperta al pubblico sino al 21 febbraio per poi trasferirsi a Milano, dove, il 3 marzo, è stata ospitata dall'Accademia di Brera. Si trattattava della ricostruzione storica di quattro campi: Fossoli, Bolzano, Mauthausen, Auschwitz e dal loro costituirsi come luoghi di memoria. La storia dei quattro luoghi è affidata ai documenti e alle testimonianze dei sopravvissuti (disegni e testi), mentre le fotografie di Isabella Balena li interrogano in quanto "luoghi di memoria".

#### W l'Italia liberata, 2011
Il fuoco della mostra è il periodo resistenziale, con un necessario affondo nel fascismo e nella guerra, quali vicende storiche indispensabili per capire il movimento resistenziale nel suo slancio che ridà significato alla parola patria. Le prime sezioni sono da leggere come appunti volti a mettere in luce non un quadro esaustivo dell'argomento ma alcuni caratteri peculiari del periodo fascista, le ultime invece hanno il compito di mettere in luce, nella contrapposizione con la strategia nazifascista, il ruolo della vicenda resistenziale nella realizzazione del processo unitario. La mostra si avvale dei documenti e del materiale d'archivio dell'Isrec, restaurati da Ilaria Lanfranconi dell'Accademia di Belle Arti di Brera. Mostra a cura dell'Isrec, progetto grafico di Dario Carta, allestimento di Angelo Colleoni.

#### Charlotte Delbo. Une mémoire à mille voix. Una memoria mille voci, 2013
Costruita a partire dagli archivi della scrittrice, depositati alla Biblioteca nazionale di Francia dalla sua erede universale Claudine Riera-Collet in occasione del centenario, la mostra crea uno spazio in cui immagini, suono e parole si mescolano. Il percorso espositivo si snoda tra livello dell'esperienza vissuta e livello dell'immaginario e la semplicità e povertà dei supporti, cartone e carta, lasciano che si imponga la forza di un'opera per cui la memoria è arte. Il concept dell'allestimento è l'apertura degli scatoloni dell'archivio di Charlotte Delbo: fotografie, manoscritti, dattiloscritti, documenti e altro ancora. Mostra a cura di Elisabetta Ruffini, progetto grafico di Dario Carta, allestimento di Angelo Colleoni.

#### Il ritorno, 2015
Fotografie, documenti, parole per meditare il ritorno dei sopravvissuti dai lager. Una mostra documentaria che non pretende all'esaustività del racconto storiografico, ma offre al visitatore spunti, piste, indicazioni di riflessione, pensiero, ricerca e diventa luogo di incontro e dibattito. Mostra a cura di Elisabetta Ruffini, progetto grafico di Dario Carta, allestimento a cura di Elisa Pievani.

### Convegni

#### Internati, prigionieri, reduci
Tenuto a Bergamo il 16-17 ottobre 1997, in collaborazione con l'Assessorato alla Cultura del comune, il convegno Internati, prigionieri, reduci. La deportazione militare italiana durante la seconda guerra mondiale è nato in seguito al meticoloso lavoro di ricerca sulle più svariate esperienze di prigionia con l'ambizione di aggiungere elementi conoscitivi sullo sconvolgimento che la seconda guerra mondiale ha prodotto nel nostro secolo. Studiosi e ricercatori sono stati invitati a confrontarsi sulle tre prigionie più studiate (tedesca, anglo-americana e sovietica). Al convegno, presentato da Angelo Bendotti ed Eugenia Valtulina, sono intervenuti Giorgio Rochat, Claudio Sommaruga, Brunello Mantelli, Luigi Ganapini, Antonella De Bernardis, Valentina Zaghi, Michele Calandri, Carlo Vicentini, Mimmo Franzinelli, Nicola Labanca, Agostino Bistarelli, Sandro Rinauro, Giuliana Bertacchi, e Gloria Chianese.

#### La memoria del lavoro
Tenuto a Bergamo il 4-5 dicembre 2001 e organizzato con la biblioteca "Di Vittorio" della CGIL di Bergamo, il convegno La memoria del lavoro rifletteva sulla memoria dei lavoratori come fonte assolutamente primaria per comprendere lo sviluppo della società italiana contemporanea che ha avuto nel lavoro industriale una delle sue caratteristiche più rilevanti. Al convegno hanno partecipato, Angelo Bendotti, Eugenia Valtulina, Liliana Lanzardo, Rosangela Pesenti, Maria Grazia Meriggi, Nicola Eynard, Stefano Cofini, Cesco Chinello, Roberto Cucchini, Gianfranco Petrillo, Piero Brunello, Alessandro Casellato, Bruno Cartosio, Uliano Lucas, Ferruccio Ricciardi, Carolina Lussana,  Riccardo Bellofiore, Luigi Ganapini, Santo Peli, Adolfo Pepe e Andrea Ranieri.

#### Memoria e storia del passato e del presente
Il convegno di studi storici Bergamo Memoria e storia del passato e del presente si è tenuto nei giorni 29-30-31 gennaio 2002 dapprima nell'Aula Tassis in via Tassis e nell'ultima giornata all'auditorium Sant'Alessandro a Bergamo. I temi trattati sono: la Chiesa cattolica di fronte alla Shoah, la persecuzione degli ebrei in Italia (1938-1945), le diverse prigionie dei militari italiani, la persecuzione dei sinti e dei rom nella seconda guerra mondiale, campi: organizzare il silenzio – memorie nel presente dei rom, il razzismo fascista nelle colonie, uso e abuso della memoria: i nodi della storiografia - i confini del diritto nella condizione dei migranti, il dispositivo culturale del razzismo. Al convegno, presieduto da Emilio Papa dell'Università di Bergamo, sono intervenuti Giovanni Miccoli, Michele Sarfatti, Angelo Bendotti, Giovanna Boursier, Dimitri Argiropoulos, Nicola Labanca, Marco Brunazzi, Angelo Caputo, Alberto Burgio. Il convegno si è chiuso con la testimonianza di Liliana Segre.

#### La costituzione della Repubblica italiana
Il convegno La costituzione della Repubblica italiana. Le radici, il cammino si è tenuto a Bergamo il 28-29 ottobre 2005 ed è stato seguito da un ciclo di lezioni nelle scuole svoltesi tra il 3 novembre al 7 dicembre 2005. Gli atti del convegno e delle lezioni sono stati presentati in un numero speciale della rivista Studi e ricerche di storia contemporanea intitolato La costituzione della Repubblica italiana, pronto per il 60º anniversario dell'entrata in vigore della carta costituzionale. Sono intervenuti Barbara Pezzini, Gino Scaccia, Paolo Pombeni, Umberto Allegretti, Maurizio Fioravanti, Enzo Balboni, Lorenza Carlassare, Valerio Onida, Massimiliano Della Torre, Giovanni Sabbatucci, Massimo Luciani, Simona Colarizi, Antonio D'Andrea.

#### Altrove. Le migrazioni rappresentate: studi e memorie, parole e immagini
Il convegno, organizzato dall'Istituto in collaborazione con la Biblioteca "Di Vittorio" di Bergamo e con la Lab80Film, si è tenuto a Bergamo nei giorni 11-12-13 novembre 2010 presso la Sala dei Giuristi del Palazzo della Ragione in Città alta. L'iniziativa è nata con l'intento di far emergere la complessità dei fenomeni migratori, erodere l'immagine stereotipata dell'emigrazione italiana e nello stesso tempo collegarsi al tema dell'immigrazione al centro del dibattito civile e politico. I curatori Luciana Bramati e Dario Carta dell'Isrec, Eugenia Valtulina della Biblioteca "Di Vittorio" della Cgil di Bergamo e Patrizia Audenino, cui è stata affidata la direzione scientifica, hanno articolato quindi le varie sessioni attorno a due assi portanti: la lettura comparata di emigrazione e immigrazione e la scelta di affrontare il fenomeno migrazione attraverso la chiave della rappresentazione e della autorappresentazione. Il convegno si è articolato in cinque sezioni: tre sessioni di interventi, la proiezione del film di Alvaro Bizzari "Lo stagionale" seguito dall'incontro con l'autore e, infine, una tavola rotonda. La chiusura dei lavori è stata affidata a Enrico Pugliese.

## Critiche
Nel 2016, un articolo molto critico firmato dalla dirigenza dell'Istituto e rivolto contro l'attore Giorgio Albertazzi, al tempo giovane volontario nella RSI e da poco deceduto, fu contestato sul Corriere della Sera